# Вид-Рункель, Фридрих Георг цу
Граф Фридрих Георг цу Вид-Рункель (нем. Friedrich Georg zu Wied-Runkel; 19 октября 1712 — 16 февраля 1779, Милан) — австрийский (священно-римский) фельдмаршал (1778).

## Биография
Выходец из владетельного аристократического рода. Родился в 1712 году в семье графа Карла цу Вида (1684—1764) и Каролины Альбертины Липпе-Детмольдской (1674—1740). В юности поступил на службу в австрийскую армию. В 1734 году получил боевое крещение в ходе Войны за польское наследство, сражаясь на Рейне в армии под началом принца Евгения Савойского. В Русско-австро-турецкой войне 1735—39 годов принимал участие в качестве штабного офицера. В 1741 году был произведён в полковники.
Отличился в кампании 1742 года в ходе Войны за австрийское наследство: принимал участие в осаде Праги, битвах при Штригау и при Чеслау, после последней из которых был направлен к прусском королю Фридриху II в качестве переговорщика.
В 1745 году был произведён в генерал-майоры. В 1746 году защищал цитадель Антверпена от французов.
В дальнейшем граф Фридрих цу Вид с отличием участвовал в Семилетней войне. 1 октября 1756 года, являлся командиром резервного соединения, принимал участие в сражении при Лобозице. 23 января 1757 года был произведён в фельдмаршал-лейтенанты (генерал-лейтенанты). 
В битве при Колине 18 июня 1757 года резервные части Вида прикрывали обойденный пруссаками правый фланг, отразили три атаки противника и взяли в плен командира прусского полка полковника фон Теттенборна. Затем части Вида перешёл в наступление, вытеснили пруссаков из ближайшей деревни и захватил пушку. За отличие в сражении при Колине Фридрих цу Вид в 1758 году был награждён орденом Марии-Терезии.
7 сентября 1757 года, во время битвы при Мойсе, части Вида наступали на левом крыле. Граф цу Вид вовремя заметил колонну прусских войск, которая, исполняя приказ генерала фон Винтерфельдта, пыталась пересечь мост возле Хиршберга, и немедленно отдал приказ открыть огонь по авангарду противника из своей артиллерии с расстояния 300 шагов. Пруссаки понесли значительные потери и отступили. В конечном итоге, сражение при Мойсе было выиграно австрийцами, а генерал фон Винтерфельдт погиб. 
В ходе битвы под Бреслау, граф Вид командовал резервом армии принца Карла Лотарингского. 
Вскоре после этого он получил приказ от Леопольда фон Дауна поддержать генерала Гарша, осаждавшего крепость Нейсе, 9 батальонами, 10 гренадерскими ротами и 4 кавалерийскими полками. Генерал Вид прибыл к крепости 24 ноября, но Гарш прервал осаду Нейсе вскоре после известия о прибытии к месту сражения прусского короля. 
В сражении под Лейтеном (5 декабря 1757) арьергард Вида весь день охранял деревянный мост, обеспечивавший австрийцам возможность отступления. Затем он с 8 полками совершил сложный 7-дневный переход в сторону Богемии. В этой операции на стороне пруссаков сражался его близкий родственник, генерал-лейтенант Франц Карл Людвиг Вид-цу-Нойвид.
В 1759 году граф Вид был повышен до фельдцейхмейстера (полного генерала). 
Зимой 1759–1760 года Вид принял командование корпусом от графа Хадика и отличился в битве при Торгау 3 ноября 1760 года. В 1761 году был награждён за свои заслуги большим крестом ордена Марии-Терезии.
После заключения Губертусбургского мира, Вид в феврале 1763 года был назначен главнокомандующим в Богемии. Он также стал шефом 28-го пехотного полка. В губительную зиму 1771–1772 годов, когда свирепствовал голод и эпидемии, Вид завоевал благосклонность населения Богемии, оказывая поддержку голодающим.
27 февраля 1778 года Мария-Терезия произвела его в фельдмаршалы и назначила губернатором Ломбардии. Он умер вскоре после вступления в должность в Милане в феврале 1779 года. 
Вид родился протестантом но перешёл в католичество, в связи с чем был исключен из списка членов ордена Святого Иоанна (Иоанниты бальяжа Бранденбург), к которому он принадлежал с 1729 года.